# Turrón de Soconusco
El turrón de Soconusco es un turrón típico de Bilbao (Vizcaya) España. Tiene tres colores, blanco, tostado y negro, de los tres pralinés que lo forman. 

## Ingredientes
Sus ingredientes principales son: almendra, leche, azúcar y chocolate
La preparación del turrón es la siguiente:
Para el praliné blanco de almendra poco tostada con cobertura blanca; tostado, de almendra poco tostada con cobertura de leche y negro, de almendra más tostada con cobertura de chocolate. Todo ello se recubre con chocolate. La almendra se tuesta en el horno y se mezcla con azúcar, se pasa por la refinadora, se echa azúcar glas y se pasa por el rodillo hasta que sale una pasta espesa que se cubre con la cobertura que corresponda.

## Historia
La leyenda dice que lo comenzó a fabricar Íñigo Urrutia, que estuvo en el siglo XVII en Santa Ana de Soconusco, donde aprendió los secretos de la selección de los mejores cacaos. Soconusco fue una de las principales zonas productoras de cacao en la época colonial y su nombre se asimiló en esta época al del cacao de calidad.